# Protolestes furcatus
Protolestes furcatus là loài chuồn chuồn trong họ Megapodagrionidae. Loài này được Aguesse mô tả khoa học đầu tiên năm 1967.